# Покровский сельсовет (Новосибирская область)
Покровский сельсовет — сельское поселение в Чановском районе Новосибирской области Российской Федерации.
Административный центр — село Покровка.

## История
Статус и границы сельского поселения установлены Законом Новосибирской области от 2 июня 2004 года № 200-ОЗ «О статусе и границах муниципальных образований Новосибирской области».

## Население
| 2002 | 2010 | 2012 | 2013 | 2014 | 2015 | 2016 |
| ---- | ---- | ---- | ---- | ---- | ---- | ---- |
| 812  | ↘521 | ↘502 | ↘494 | ↘446 | ↘437 | ↘430 |
| 2017 | 2018 | 2019 | 2020 | 2021 |      |      |
| ↘409 | ↗411 | ↘398 | ↘384 | ↘367 |      |      |

## Состав сельского поселения
| № | Населённый пункт | Тип населённого пункта       | Население |
| - | ---------------- | ---------------------------- | --------- |
| 1 | Покровка         | село, административный центр | ↘367      |